# Syrena paskowana
Syrena paskowana (Pseudobranchus striatus) – gatunek płaza ogoniastego z rodziny syrenowatych (Sirenidae).

## Występowanie
Południowo-wschodnia część Stanów Zjednoczonych Ameryki Północnej, od Karoliny Południowej do północnej połowy Florydy. Zamieszkuje płytkie stojące zbiorniki wodne, jeziora, stawy, moczary. Kryje się na dnie wśród roślinności lub w mule.

## Opis
Osiąga 21 cm długości. Posiada 1 parę otworów skrzelowych. Kończyny przednie mają tylko po 3 palce. Ubarwienie brązowe z wydłużonymi, jasnymi pasami.

## Rozród
Jaja o średnicy 3,8–4,2 mm przyklejane są pojedynczo lub małymi kupkami do roślinności wodnej.